# سبوی تشنه
سبوی تشنه به آهنگ‌سازی آرش کامور و خوانندگی سالار عقیلی در سال ۱۳۸۹ به همکاری شرکت آوای باربد منتشر شده‌است. این اثر که نگاهی است به اشعار شاعر معاصر مهدی اخوان ثالث پیشکش به بیست و یکمین سالمرگ ایشان گردیده است. نگاهی که آهنگ ساز به ساخت این اثر داشته‌است چیزی جدا از بافت موسیقی ایرانی نبوده که با توانایی‌هایی خویش شعر اخوان ثالث را که شعری است فاقد از اوزان عروضی (ردیف و قافیه) بر موسیقی خویش سوار کرده‌است.
نام سبوی تشنه برگرفته از نام یکی از شعرهای این آلبوم است. این مجموعه با اجرای موفق گروه سروشان انجام گرفته‌است.